# Knut Lystad
Knut Ove Lystad (född 31 januari 1946) är en norsk skådespelare. Han är känd som medlem av komeditrion KLM tillsammans med Trond Kirkvaag och Lars Mjøen. Tillsammans fick de tre hederspriset under Komiprisen 2007.
Lystad började karriären på Norsk rikskringkastning tillsammans med Lars Mjøen på 1970-talet med programserierna Bare et lite øreblikk och Bedre sent enn alvor.
Han var också med i TV-serien Karl & Co på TV2 Norge som Ulf Rasch Ludvigsen. Ulf är gift med Magda, han är ordförande i bostadsrättsföreningen och Karls "bästa" vän. Han var 2007 med i serien Luftens helter som gick på NRK hösten 2007.
Lystad har givit ut två böcker. 2005 gav han ut Rosinen i pølsa (Kagge forlag) tillsamms med Rune Semundseth och Torstein Ellingsen, och 2008 gav han ut Språkquiz (med de samma medförfattare).

## Diskografi

### MedMarianne Mørk
- Mokke & Høst (1981) med Marianne Mørk
- Bestevenner (1984) med Marianne Mørk
- Slå på (1990) med Marianne Mørk

Singlar
- De dype skoger/Hypp på deg (1990)

### MedLars Mjøen
- Rent vannvidd (1977)
- Røverkjøp (1978)
- Radioaktivitet (1979)
- Apecalypso nå (1980)
- Perler for svin (1985)
- Still Crazy After All These Years (1988)
- I Syses tid (1990)
- Gullplate for 50.000 solgte (1991)
- Danser med prester (1992)
- Dette er bedre sent enn alvor (Lystad og Mjøens beste) Vol. 2 (1995)
- Det beste fra Bedre sent enn alvor (2004)
- Komplett galskap (2007)

Singlar
- Røverkjøp (1978)
- Noe helt annet/Perler for svin (1985)

### KLM
Album
- Spektralplate (1982)
- KLM (1983)
- KLM synger Brødrene Dal (1991)
- Brødrene Dal på vikingtokt (1997)
- De Beste (Samlealbum, 2002)

Singlar
- Torsken kommer/Gaus, Roms og Brumund (1982)
- Noe helt annet/Perler for svin (1985)
- Stjerneskudd (1989)
- Viking viking skip skip (1997)
- Viking Arne (1997)

### MedTrond Kirkvaag
- Min første CD (1996)

### Deltar på
- Komedia: Latterkongene (1978)
- Talent: Nyheter fra Talent Produksjon julen 1979 (1979)
- Moondisc: ESSO Music Party 12 (1979)
- Komedia: Latterkongene –  Hjemmerevy med kongene (1980)
- PD Music: Kreditkassetten (1980)
- Helge Høgberg AS: Stjernen Vol. 1 (1980)
- EPA: Sprøstekt humor uten fett! 10 brennferske melodier (1980)
- Helge Høgberg AS: Ski-sprøyt & 10 Smash Hits (1981)
- Sparebanken: Det er i orden! (1981)
- VG: På gang 6 (1983)
- VG: På gang 11 (1983)
- Norges Skøyteforbund: Heia Norge! (1983)
- Magnum: OL-kassetten – Brødrene Dal i en Sarajevo (1983)
- Philips: En enda lysere idé fra Philips (1983)
- Hadeland Glassverk: Brødrene Dal i jakten på Glasshytta (1983)
- Fredrikstad Fotballklubb: Goal 1 (1984)
- Philips: Vi i Philips ViP – Sommer '84 (1984)
- Widerøe: Opp i det blå (1987)
- Glamox: Glamox Greatest Heats (1988)
- Posten: Postens reiseradio (1988)
- Posten: Talkman: Postens musikk & Talkshow – Høydepunkter fra postens sommerkassett 1983–1993 (1994)
- Karussell: Nordmenn er gale (1994)
- PolyGram: Norske toppartister (1995)
- M.M. Records: Du grønne dannede jul goddag (1995)
- Egmont Music Club: Det beste av norsk musikk 1981–1983 (1999)
- Universal Music: Nordmenn er gale! (1999)
- Se og Hør: Karl & Co ferieshow (2000)
- Propp og Berta: Propp og Berta – Eventyr og musikk fra filmen (2000)
- Scream Music Entertainment: Volum 4,5%... den andre drekka enda mer! (2001)
- MilliGram/Universal Music: Caspers barnefavoritter 4 (2002)
- Universal Music: Svensker er gale og nordmenn er Harry!!! (2003)
- Unidisc: Norsk musikk i 100 – Vol 6: Ikke helnorsk, men... (2005)
- Knut Gribb: De hengtes forbund • Døden går ombord (2006)
- NRK: Latterlige øyeblikk (2006)
- Universal Music: Våre aller beste for barn (2010)
- ESS Engros: Latterkuler – Norske humorklassikere i 50 år (2013)
- ESS Engros: Latterkuler 2 – Norske humorklassikere i 50 år (2014)
- Grammofon: Alle tiders barnesanger (2015)

## Film/TV
| År        | Tittel                                          | Rolle                | Merknader       |
| --------- | ----------------------------------------------- | -------------------- | --------------- |
| 1973      | Løs på snippen                                  | Div. roller          | TV-serie        |
| 1975-1978 | Hvad nuh?!                                      | Div. roller          | TV-serie        |
| 1976-1978 | Nynytt                                          | Div. roller          | TV-serie        |
| 1979      | Brødrene Dal og professor Drøvels hemmelighet   | Roms Dal             | TV-serie        |
| 1979      | Press                                           | Div. roller          | TV-serie        |
| 1980      | Narrespeilet                                    | Div. roller          | TV-serie        |
| 1981      | Pelle Parafins Bøljeband og automatspøkelsene   | Roms Dal             | TV-serie        |
| 1981/1985 | Kliin kokos                                     | Div. roller          | TV-serie        |
| 1982      | Nuts                                            | Div. roller          | Montreux-bidrag |
| 1982      | Brødrene Dal og spektralsteinene                | Roms Dal             | TV-serie        |
| 1982-1983 | Fjærsynet                                       | Div. roller          | TV-serie        |
| 1983-1984 | I spøkelyset                                    | Div. roller          | TV-serie        |
| 1984      | Men Olsenbanden var ikke død                    | Vakt på Munchmuseet  | Film            |
| 1984      | Halvsju                                         | Div. roller          | TV-serie        |
| 1985      | Diplomatix                                      | Div. roller          | Montreux-bidrag |
| 1985      | Noe helt annet                                  | Div. roller          | Film            |
| 1986      | Alexander                                       | Div. roller          | Video           |
| 1988      | Midt i smørøyet                                 | Div. roller          | TV-serie        |
| 1988-1989 | SKAI-TV                                         | Div. roller          | TV-serie        |
| 1989      | Slå på                                          | Programledare        | TV-serie        |
| 1991      | Njus                                            | Div. roller          | TV-serie        |
| 1992      | KLMs Nachspiel                                  | Div. roller          | TV-serie        |
| 1992      | U                                               | Sig själv            | TV-serie        |
| 1992      | Jul på Sesam stasjon                            | Läkare               | TV-serie        |
| 1993      | De blå ulvene                                   | Gäst på vernisage    | Film            |
| 1994      | Vindu mot Lillehammer                           | Div. roller          | TV-serie        |
| 1994      | The Rise and Fall of an Olympic Village         | Div. roller          | Montreux-bidrag |
| 1994      | Brødrene Dal og legenden om Atlant-is           | Roms Dal             | TV-serie        |
| 1995      | KLMs Vorspiel                                   | Div. roller          | TV-serie        |
| 1996      | Noteknekk                                       | Gäst                 | TV-serie        |
| 1996      | Wiese                                           | Mahatma Guru         | TV-serie        |
| 1996      | The International KLM Show                      | Div. roller          | Montreux-bidrag |
| 1996      | Bare når jeg ler                                | Rolf Hassell         | TV-serie        |
| 1997-2001 | 20 år med KLM                                   | Div. roller          | TV-serie        |
| 1998-2001 | Karl & Co                                       | Ulf Rasch Ludvigsen  | TV-serie        |
| 1999      | Tusenårsfesten                                  | Ulf Rasch Ludvigsen  | Video           |
| 2001      | Propp og Berta                                  | Tyttebæsj            | Film            |
| 2001      | Senkveld med HC og Tommy                        | Gäst                 | TV-serie        |
| 2001      | Gjett hva jeg gjør                              | Deltagare            | TV-serie        |
| 2003      | Holms                                           | Gunnar Ølnes         | TV-serie        |
| 2004      | Gylne tider                                     | Sig själv            | TV-serie        |
| 2004      | Senkveld med Thomas og Harald                   | Gäst                 | TV-serie        |
| 2005      | Brødrene Dal og mysteriet om Karl XIIs gamasjer | Roms Dal             | TV-serie        |
| 2006      | TV 2-nøttene                                    | Div. roller          | TV-serie        |
| 2006      | Kvitt eller dobbelt                             | Fackdomare           | TV-serie        |
| 2007      | God kveld Norge                                 | Sig själv            | TV-serie        |
| 2007      | Luftens Helter                                  | Kaptein Odd Grenland | TV-serie        |
| 2010      | Showman                                         | Sig själv            | TV-serie        |
| 2010      | Sommertid                                       | Sig själv            | TV-serie        |
| 2010      | Fin fredag                                      | Sig själv            | TV-serie        |
| 2010      | Brødrene Dal og Vikingsverdets forbannelse      | Roms Dal             | Film            |
| 2014      | Klovn til kaffen                                | Sig själv            | TV-serie        |